# Black Jack (manga)
Black Jack (ブラック・ジャック, Burakku Jakku) is een manga van de hand van Osamu Tezuka uit de jaren 1970. Het verhaal gaat over de medische avonturen van dokter Black Jack, een ongelicenseerd arts. De manga werd oorspronkelijk uitgegeven van 1973 tot 1983. Elk volume bevat 12 tot 15 hoofdstukken van elk ongeveer 20 pagina's lang.
Black Jack is Tezuka's derde meest populaire reeks na Astroboy en Jungle Taitei. De strip werd verwerkt tot een OVA, twee anime (geregisseerd door Tezuka's zoon Makoto Tezuka), twee animatiefilms en een aantal live-action bewerkingen. In 1977 won hij de eerste Kodansha Manga Prijs voor shonen. Osamu Dezaki's filmbewerking van het verhaal, Black Jack The Movie, won de prijs voor beste animatiefilm op de 1996 Mainichi Film Concours.

## Verhaal
Black Jack omvat honderden kortverhalen die elk op zich staan. Het merendeel van deze verhalen gaan over Black Jack die, vaak met behulp van zijn assistente Pinoko, een goede daad verricht. Vaak zijn dit zaken zoals het gratis behandelen van arme patiënten of een lesje te leren aan een arrogant persoon. Soms bevatten ze goede personages die moeilijkheden doorstaan en uiteindelijk sterven om anderen te redden.